# Justin James Watt
Justin James Watt   (Waukesha, 22 de març de 1989) més conegut com a J. J. Watt, és un exjugador professional de futbol americà estatunidenc. Jugava en la posició de defensiu exterior i va desenvolupar la seva carrera als Houston Texans i els Arizona Cardinals de la National Football League.
El 2025 va entrar a l'accionariat de l'Espanyol arran de la compra del club de futbol feta pel fons d’inversió Velocity Sport Limited.

## Biografia
Watt va néixer a Waukesha, Wisconsin, fill de Connie i John Watt; tots dos d'ascendència escocesa. Té dos germans menors: T. J. i Derek.
Va assistir a la Pewaukee High School. Watt també jugava al beisbol i al bàsquet durant la seva carrera escolar. Com a sènior, va ser campió estatal en llançament de pes. A més, va jugar a l'hoquei (o hoquei sobre gel) durant deu anys, entre els 3 i els 13 anys, convertint-se així en un estudiant-atleta polifacètic en els quatre esports esmentats anteriorment.

## Trajectòria
Després d'acabar el seu pas per l'institut, Watt va visitar les universitats de Colorado, Minnesota i Michigan Central, decantant-se per aquesta última. Els seus entrenadors li van suggerir que canviés la posició de joc. Després d'això, Watt va decidir renunciar a Michigan Central i va marxar a Wisconsin, on va jugar amb els Badgers com defensiu exterior.
Aviat va entrar a l'NFL. Watt va ser seleccionat pels Houston Texans en la primera ronda (lloc 11) del draft de 2011. El 31 de juliol de 2011, Watt va signar un contracte de quatre anys i $11.237.000 amb els Texans, que inclou un bo per signar de $6.672.000. Abans de començar la temporada 2014-15, Watt va renovar 6 anys més per $100 milions.
Amb els Texans, Watt ha aconseguit sis títols de divisió, i s'ha consolidat com un dels grans defensors (i jugadors) de la lliga, amb els quals ha aconseguit aparèixer en cinc Pro Bowl, cinc premis en el Primer Equip All-Pro, tres premis al Jugador Defensiu de l'Any i dues vegades líder en sacks de la lliga.
El 6 d'abril de 2020, Watt va ser anunciat com un dels quatre defenses de l'equip All-Decade de la dècada de 2010-2019, al costat de Cameron Jordan, Calais Campbell i Julius Peppers.
Va disputar el seu últim partit com a professional el 8 de gener de 2023 davant els San Francisco 49ers. Va fer cinc placatges i dos sacks i va rebre una ovació del Levi's Stadium.

## Vida personal
Mentre estudiava en la Universitat de Wisconsin-Madison, Watt va ser repartidor de pizzes en el Pizza Hut de Pewaukee. Es va casar amb Kealia Ohai en 2020. Al juny de 2022 van anunciar que anaven a ser pares per primera vegada. El 23 d'octubre de 2022 va néixer el seu fill, Koa James Watt.
Va fer el seu debut com a actor en la pel·lícula Bad Moms i el seu personatge seria el Coach Craig.